# Juan Bautista Alberdi

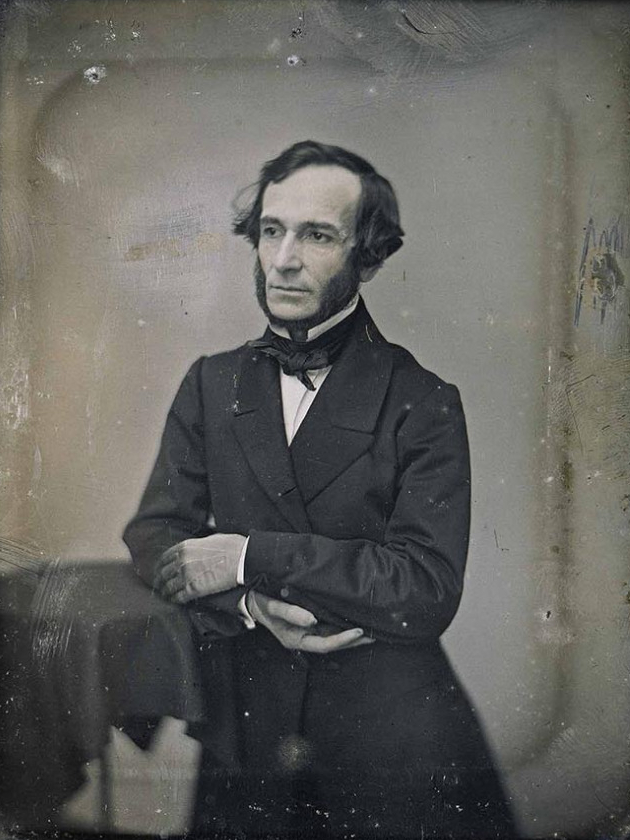
Daguerreotypie, in Chile zwischen 1850 und 1853 aufgenommen

Juan Bautista Alberdi (* 29. August 1810 in San Miguel de Tucumán; † 19. Juni 1884 in Neuilly, Frankreich) war ein argentinischer Politiker, Diplomat, Schriftsteller und Journalist.

## Leben
Bald nach seiner Geburt verlor Juan Bautista Alberdi seine Mutter, Josefa Aráoz y Balderrama, im Alter von 10 Jahren auch noch seinen Vater, Salvador Alberdi, einen spanischen Kaufmann und Sympathisant der Mairevolution; dank eines Stipendiums der argentinischen Regierung kam er 1825 nach Buenos Aires, wo er 1837 an der Juristischen Fakultät promovierte. 1838 gründete er zusammen mit Esteban Echeverría und José María Gutiérrez die „Asociación de Mayo“, einen Club liberaler Intellektueller, der bald von der Rosas-Polizei zerschlagen wurde. Alberdi war beeinflusst vom Gedankengut von Jean-Jacques Rousseau; er war auch Musiker, Jurist und Diplomat. Ab 1838 lebte er lange Zeit im Exil in Montevideo, da er maßgeblich an der Organisation des Widerstands gegen die Diktatur von Rosas beteiligt war. Dort betätigte er sich als Journalist und Sekretär von Juan Lavalle, mit dem er sich aber später überwarf. 1843 ließ er sich nach einem kurzen Aufenthalt in Europa als Rechtsanwalt in Valparaíso, Chile nieder, wo er unter dem Pseudonym „Figarillo“ als Journalist schrieb. Bis 1855 verblieb er im Exil in Chile. Von 1855 bis 1862 war er Botschafter der argentinischen Konföderation in England und Frankreich. 1878 kehrte er nach Argentinien zurück, auf Grund einer heftigen Auseinandersetzung mit Bartolomé Mitre aber verließ er sein Geburtsland abermals und ging nach Europa, wo er 1884 in einem Vorort von Paris starb.

## Politische Bedeutung
Alberdi kämpfte zusammen mit anderen argentinischen Intellektuellen der so genannten „Generation von 1837“ für die Demokratie in seinem Land.
Man nennt Alberdi den „Vater der argentinischen Verfassung“ von 1853, die heute noch gültig ist und die er mit seiner Schrift Bases y puntos de partida para la organización política de la República Argentina [Grundlagen und Ausgangspunkte für die politische Organisation der Republik Argentinien] entscheidend geprägt hat. Als Staatsmann gelang ihm die Anerkennung von Argentiniens Unabhängigkeit. Er gilt als bedeutendster Theoretiker des argentinischen Liberalismus. Alberdi trat für die europäische Einwanderung in Argentinien und gegen den Krieg mit Paraguay ein sowie für eine politische Einheit Amerikas, beginnend mit einer Zollunion.

## Literarisches Werk
Literarisch gesehen, gehört Alberdi zur Strömung des „realismo romántico“.

### Dramatische Werke
Als Schriftsteller produzierte Alberdi vor allem politisch-militante Literatur, er zeigt Unstimmigkeiten unter den Revolutionären von 1810 auf und gibt sich ziemlich rhetorisch beziehungsweise patriotisch-heroisch.
Juan Bautista Alberdi verfasste unter anderem eine Satire mit karikaturesken Zügen und in politisch-militantem Ton unter dem Titel La revolución de Mayo, crónica dramática en cuatro partes (1839), von der nur der zweite und dritte Teil fertiggestellt wurde und die nie zur Aufführung gelangte.
Ein heute noch gespieltes Werk ist El gigante Amapolas y sus formidables enemigos, o sea fastos dramáticos de una guerra memorable (geschrieben 1841, 1844 veröffentlicht), ein Einakter in Prosa („Peti-pieza cómica en un acto“). Es handelt sich um eine Satire auf Juan Manuel de Rosas; man hat ihn auch als Vorläufer der späteren Gattung der Farce bezeichnet, weil er Elemente des Absurden und des Grotesken in sich vereint. Ein Riese aus Stroh mit einem in Blut gebadeten Dolch symbolisiert den Tyrannen Rosas; das Stück ist den Generälen Rivera, Bulnes und Ballivián gewidmet, die im Drama Capitán Mosquito, Teniente Guitarra und Mayor Mentirola heißen. 1993 wurde es in einer Musiktheater-Version („comedia musical“) von Oli Alonso aufgeführt durch das „Tream Teatro“, 2004 in Neuquén in einer neuen Version durch das Grupo Experimental de Teatro „Tribu Salvaje“.

## Liste seiner Werke
- Fragmento Preliminar al estudio del derecho. 1837.
- Predicar en desiertos. 1838.
- Reacción contra el españolismo. 1838.
- La generación presente a la faz de la generación pasada. 1838.
- La Revolución de Mayo. 1839.
- El gigante Amapolas y sus formidables enemigos, o sea fastos dramáticos de una guerra memorable. 1842.
- Ideas para presidir a la confección del curso de filosofía contemporánea. 1842.
- Memoria sobre la conveniencia y objetos de un Congreso General Americano. 1844.
- Bases y puntos de partida para la organización política de la República Argentina. 1852.
- Elementos de derecho público provincial para la República Argentina. 1853.
- Sistema económico y rentístico de la Confederación Argentina. 1854.
- El crimen de la guerra. 1870.
- Peregrinación de Luz del Día, o Viajes y aventuras de la Verdad en el Nuevo Mundo. 1871.
- La Omnipotencia del Estado es la Negación de la Libertad Individual. 1880.

## Bibliographie
- José Luis Busaniche: Historia Argentina. Solar-Hachette, Buenos Aires 1973.
- John Lynch: Historia de la Argentina. Crítica, Buenos Aires 2002.
- Jorge M. Mayer: Alberdi y su tiempo. Eudeba, Buenos Aires 1963.
- José Luis Romero: Las ideas políticas en la Argentina. Fondo de Cultura Económica, Buenos Aires 1975.